# Casa do Rio Vermelho
Casa do Rio Vermelho ou Casa de Jorge Amado é como ficou conhecida a residência onde viveu o casal de escritores Jorge Amado e Zélia Gattai, no bairro do Rio Vermelho, Rua Alagoinhas, em Salvador, na Bahia.
A casa foi fechada em 2003, quando Zélia se mudou de local e desde então permaneceu fechada. Em 2014, a Prefeitura de Salvador apresentou projeto para tornar o local um memorial aberto à visitação. Foi então assinado um termo de cessão por dez anos da residência entre as partes responsáveis.
A estrutura original foi mantida com intervenções nas partes elétrica e hidráulica, e o local recebeu um novo projeto museográfico, com a exibição de vídeos, efeitos de som e fotografias, com o conceito da interatividade, além dos móveis e utensílios serem restaurados, uma loja de souvenir e um café, que contarão histórias de Jorge e Zélia, incluindo o jardim onde estão depositados as cinzas dos dois escritores.